# Papinsaari (ö i Finland, Satakunta, Raumo, lat 61,22, long 21,98)
Papinsaari är en ö i Finland.   Den ligger i den ekonomiska regionen  Raumo ekonomiska region  och landskapet Satakunta, i den sydvästra delen av landet, 200 km nordväst om huvudstaden Helsingfors.